# Arrondissement Prades
Arrondissement Prades (fr. Arrondissement de Prades) je správní územní jednotka ležící v departementu Pyrénées-Orientales a regionu Languedoc-Roussillon ve Francii. Člení se dále na 6 kantonů a 100 obcí.

## Kantony
- Mont-Louis
- Olette
- Prades
- Saillagouse
- Sournia
- Vinça